# Molophilus (Molophilus) hexacanthus
Molophilus (Molophilus) hexacanthus is een tweevleugelige uit de familie steltmuggen (Limoniidae). De soort komt voor in het Australaziatisch gebied.